# Clandestinos (película española)
Clandestinos es una película española de 2007 dirigida por Antonio Hens y protagonizada por Israel Rodríguez, Pepa Aniorte, Mehroz Arif, Hugo Catalán y Juan Luis Galiardo

## Argumento
El andaluz Xabi (Israel Rodríguez), el mexicano Joel y el marroquí Driss escapan de un centro de menores para llegar hasta la capital, donde Xabi quiere contactar con el etarra de Iñaki para poder entrar en la conocida banda terrorista vasca. Una vez en Madrid, conoce a un Guardia Civil retirado y gay (Juan Luis Galiardo), que le trata como a su propio hijo. Pero la suerte no le acompaña en su búsqueda y los tres menores deciden preparar un atentado en el centro de la ciudad para demostrar a la cúpula de ETA que están preparados para formar parte de ella.

## Polémica
Desde un primer momento Clandestinos estuvo envuelto en polémica por dos principales motivos: ETA y el papel que juega la Guardia Civil.
En la revista Zero se publicó un dibujo en el que un guardia civil encañonado le practica una felación a un terrorista, escena que no aparece en ningún momento en la película. De todas maneras, el PP pidió responsabilidades tanto a la Junta de Andalucía como al gobierno manchego -por aquel entonces gobernados por el PSOE- puesto que habían subvencionado la película.
Asimismo la AVT pidió responsabilidades a LesGaiCineMad por la exhibición de la cinta y los vitoreos a ETA a la conclusión de la proyección en Madrid. Finalmente la Fundación Triángulo negó tales acusaciones y tanto Libertad Digital como la AVT rectificaron la afirmación de que se vitoreara a la banda terrorista, especificando que los Gora ETA pertenecían al guion de la película.
El 3 de abril de 2008, en una nota de prensa, los servicios jurídicos de la Guardia Civil dieron por finalizada la polémica en torno a la película declarando:

Una vez visionada y analizado el contenido íntegro de la película Clandestinos por parte de los Servicios Jurídicos de la Guardia Civil, no se aprecia secuencia alguna, implícita o explícita, que pueda resultar ofensiva para la Institución.
MIR